# Jean Mathonet
Jean Mathonet (Malmedy, Bélgica, 6 de octubre de 1925 † Malmedy, Bélgica, 22 de octubre de 2004) fue un futbolista belga. Se desempeñaba en posición de delantero. Fue máximo goleador de la Primera División de Bélgica en la temporada 1955/56 con 26 goles.

## Selección nacional
Fue internacional con la Selección de fútbol de Bélgica en trece ocasiones entre 1952 y 1958. Debutó el día de Navidad de 1952 en un partido contra Francia que finalizó con un resultado de 0-1 a favor de los franceses.

## Clubes
| Club           | País    | Año         |
| -------------- | ------- | ----------- |
| Standard Lieja | Bélgica | 1945 - 1960 |

## Palmarés

### Campeonatos nacionales
| Título                      | Club           | País    | Año  |
| --------------------------- | -------------- | ------- | ---- |
| Primera División de Bélgica | Standard Lieja | Bélgica | 1958 |
| Copa de Bélgica             | Standard Lieja | Bélgica | 1954 |